# Aurelio Aureli
Aurelio Aureli (* um 1630? auf Murano; † nach 1708) war ein italienischer Librettist.

## Leben
Aurelis erstes Stück wurde 1652 aufgeführt. Bis 1687 lebte er – abgesehen von einem kurzen Aufenthalt in Wien 1659 – vor allem in Venedig, wo er Mitglied der Accademia Delfica und der Accademia degli Imperfetti war. 1688–94 stand er im Dienst des Herzogs von Parma; während dieser Zeit verfasste er etwa ein Dutzend Bühnenwerke, die alle vom Hofkomponisten Bernardo Sabadini vertont wurden. Seine späteren Libretti sind wieder meist für Venedig oder andere Städte der Republik Venedig geschrieben; das letzte bekannte Stück datiert aus dem Jahr 1708.

## Stil
Aurelis Œuvre umfasst etwa 50 Libretti, einige davon Bearbeitungen älterer Werke. Aureli orientierte sich eng am Publikumsgeschmack und verband oft weit auseinanderliegende historische und mythologische Stoffe miteinander.

## Werke (Auswahl)
- Erismena (1655), vertont von Francesco Cavalli
- Alessandro Magno in Sidone (1679), vertont von Ziani
- Alcibiade (1680), vertont von Ziani
- Hierone tiranno di Siracusa (1688), vertont von Sabadini und Scarlatti
- Diomede punito da Alcide (1691), vertont von Sabadini und Albinoni